# Rafael Folch
Rafael Folch i Capdevila (Barcelona, 1881-ibídem, 15 de octubre de 1961) fue un político y escritor español.
Fue licenciado en derecho, miembro de la Unió Socialista de Catalunya y colaborador del semanario Justicia Social - Octubre. También dirigió la revista Vida Nova (1902-03). Publicó poesía y también obras de lingüística catalana.

## Obra

### Poesía
- Visions meves (1910)
- Poemes de la Guerra Gran (1921)

Poemas presentados a los Juegos Florales de Barcelona
- Al llarg del camí (1914).
- El temple devastat (1916).

### Lingüística
- Vocabulari jurídic català (1934), premiado por el Colegio de Abogados de Barcelona
- 34 regles per escriure correctament la llengua catalana (1931).
- Tots els verbs catalans (1953)
- Gramàtica popular de la llengua catalana (1953)